# Краснопоясный волкозуб
Краснопоясный волкозуб, или краснопоясный динодон (лат. Lycodon rufozonatus), — вид змей семейства ужеобразных.

## Внешний вид
Общая длина до 1,1 м, из которых до 20 см приходится на хвост. Зрачок вертикально-эллиптический, чем отличается от полозов. Окраска верхней стороны тела кораллово-красного или желтоватого цвета. На спине более 50 широких тёмно-бурых поперечных полос, ширина которых больше промежутков между ними. На хвосте 23 таких полосы, а по бокам туловища ряд тёмно-бурых пятен. Голова сверху чёрная, без пятен. Брюхо желтоватое или светло-оранжевое.

## Распространение
Обитает в восточной части Китая, на островах Тайвань, Цусима и архипелаге Рюкю (Япония), в Корее, Лаосе и Северном Вьетнаме. В России известны находки на юге Приморского края в пойменной части среднего течения реки Малая Ананьевка.

## Образ жизни

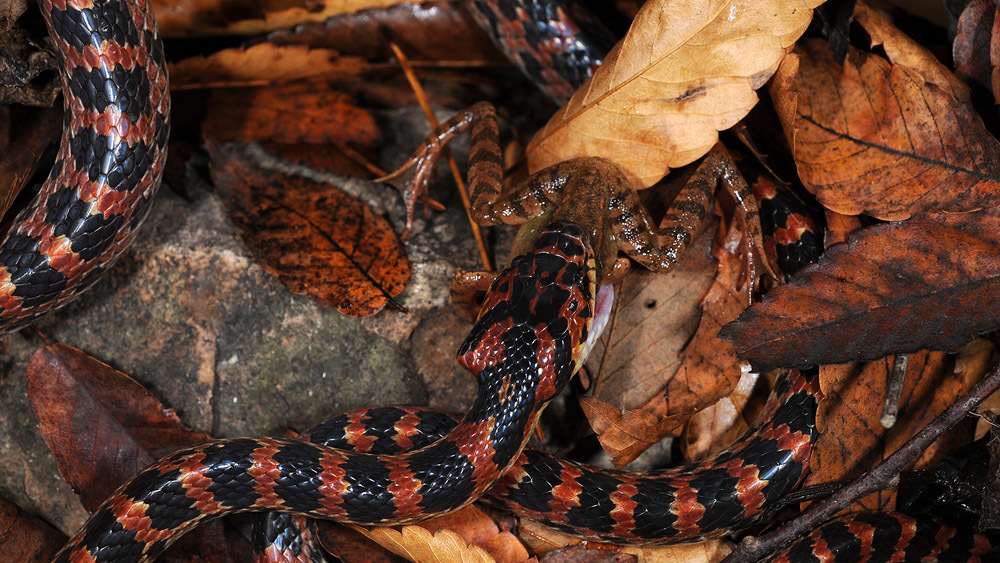
Краснопоясный динодон поедает лягушку

Встречается в равнинных, холмистых и горных районах от бореальных до тропических лесов. Активен ночью. Скрывается в расщелинах, трещинах в почве. Питается преимущественно земноводными, а также рыбами, ящерицами, змеями, птицами, грызунами.
В случае опасности некоторые особи поднимают переднюю часть тела и плющат голову, готовясь укусить, в то время как другие предпочитают притвориться мёртвыми. При защите выпускает из анального отверстия вещество с очень неприятным запахом.
Это яйцекладущая змея. Самка откладывает от 6 до 10 яиц за раз.

## Природоохранный статус

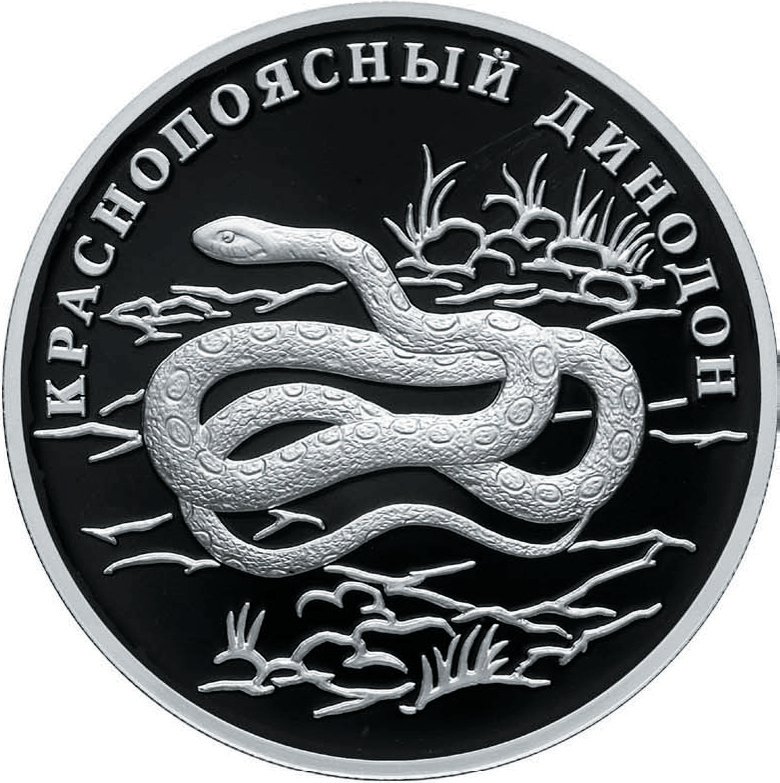
Краснопоясный динодон. Монета Банка России — Серия: «Красная книга», серебро, 1 рубль, 2007 год

Международный союз охраны природы отнёс краснопоясного динодона к категории «Видов, вызывающих наименьшие опасения» из-за его широкого распространения и предположительного отсутствия серьёзных угроз. Занесён в Красную книгу Российской Федерации как неопределённый по статусу вид.

## Классификация
Ранее этот вид относили к роду динодоны, для которого он был типовым, но впоследствии этот род синонимизировали с родом волкозубы (Lycodon).
Выделяют 2 подвида:
- Lycodon rufozonatus walli — обитает на островах Рюкю. От номинативного подвида отличается меньшим количеством брюшных чешуй и тёмных поперечных полос на хвосте и теле.
- Lycodon rufozonatus rufozonatus — занимает остальной ареал.